# Lobiacris spinosa
Lobiacris spinosa är en insektsart som beskrevs av Marius Descamps 1974. Lobiacris spinosa ingår i släktet Lobiacris och familjen Chorotypidae. Inga underarter finns listade i Catalogue of Life.